# Raiz Diabolica
Raiz Diabolica è un album split degli Psychofagist ed i Thousandswilldie, pubblicato nel 2008.

## Tracce
Thousandswilldie
1. I – 0:33
2. A peacefull ghosttown – 0:21
3. Sociopath – 0:18
4. The bystander defect – 0:20
5. Desert flower – 0:28
6. II – 0:38
7. Prize fighter – 0:29
8. Better dead the red scare – 0:23
9. Bombshelter – 0:08
10. Confess and terrify – 0:32
11. III – 0:42
12. Zero sum – 0:30
13. Selling torture – 0:30
14. Proletariat – 0:35
15. Clone – 1:44
16. Critical mass – 0:56

Psychofagist
1. Nouvelle de spasticité & épilepsie – 3:17
2. Free-non-jazz powerviolence sonata – 2:14
3. Laredo (Tomahawk) – 4:37